# متجه التهيئة
يُعد متجه التهيئة (بالإنجليزية: initialization vector) أو إختصارًا (IV) أو المتغير الابتدائي في علم التشفير، مدخلًا يُستخدم في إحدى البُنى التشفيرية لتوفير الحالة الابتدائية. وغالبًا ما يُشترط أن يكون متجه التهيئة عشوائيًا أو شبه عشوائي، ولكن في بعض الأحيان يكفي أن يكون غير قابل للتنبؤ أو فريدًا. تُعد العشوائية أمرًا بالغ الأهمية في بعض خوارزميات التشفير لتحقيق الأمان الدلالي، وهي خاصية تمنع المهاجم من استنتاج علاقات بين أجزاء من الرسالة المشفرة حتى وإن كانت متشابهة عند استخدام نفس المفتاح بشكل متكرر. أما في خوارزميات التشفير الكُتلي، فيتم تحديد كيفية استخدام متجه التهيئة من خلال أنماط التشغيل.
تتطلب بعض البدائيات التشفيرية أن يكون متجه التهيئة غير مكرر فقط، بينما تُستمد العشوائية المطلوبة داخليًا. في هذه الحالة، يُطلق على متجه التتهيئة غالبًا اسم "الرقم الخاص" (وهو رقم يُستخدم مرة واحدة فقط)، وتُعتبر هذه البدائيات مثل (تسلسل معمي الفدر) ذات حالة وليست عشوائية. ويعود ذلك إلى أن متجه التتهيئة لا يلزم إرساله صراحةً إلى المستلم، بل يمكن اشتقاقه من حالة مشتركة يتم تحديثها لدى كل من المرسل والمستقبل.
(لكن في الواقع العملي، غالبًا ما يتم إرسال رقم خاص قصير مع الرسالة تحسّبًا لاحتمال فقدانها). ومن الأمثلة على أنظمة التشفير ذات الحالة هو نمط التشغيل بالعداد، والذي يستخدم رقمًا تسلسليًا.
يعتمد حجم متجه التهيئة على البدائية التشفيرية المستخدمة؛ ففي خوارزميات التشفير الكتلي (معمية الفدر) يكون عادةً بحجم كتلة التشفير نفسها. أما في أنظمة التشفير، فإن الجزء غير القابل للتنبؤ من متجه التهيئة يكون في أفضل الأحوال مساويًا لحجم المفتاح، وذلك للتصدي لهجمات تعتمد على تبادل الزمن والذاكرة والبيانات. وعندما يتم اختيار متجه تهيئة بشكل عشوائي، يجب أخذ احتمال حدوث تصادمات بعين الاعتبار نتيجة لما يُعرف بـ "مشكلة عيد الميلاد". الخوارزميات التقليدية للتشفير المتدفق مثل تشفير ريفست 4 [الإنجليزية] لا تدعم متجه التهئية كمدخل صريح، ولذلك يتطلب الأمر حلًّا مخصصًا لإدماج متجه التهيئة في مفتاح التشفير أو في حالته الداخلية. بعض التصاميم التي تم تنفيذها عمليًا اتضح أنها غير آمنة؛ ويُعد بروتوكول الخصوصية المكافئة للشبكات السلكية (WEP) مثالًا بارزًا على ذلك، إذ إنه معرض لهجمات تعتمد على متجه التهيئة المرتبط.

## الدافع

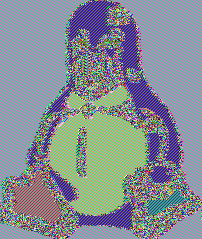
تشفير غير آمن للصورة.

يعتبر التشفير الكتلي واحد من أكثر العناصر الأساسية في التشفير، وتستخدم بشكل متكرر لتشفير البيانات. ومع ذلك، لا يمكن استخدامه إلا لترميز كتلة بيانات بحجم محدد مسبقًا، يسمى مقياس الفدرة [الإنجليزية]. على سبيل المثال، يؤدي استدعاء واحد لخوارزمية معيار التعمية المتقدم (AES) إلى تحويل كتلة نص عادي مكونة من 128 بت إلى كتلة نص مشفر بحجم 128 بت. المفتاح، الذي يتم تقديمه كمدخل واحد للتشفير، يحدد المطابقة بين النص العادي والنص المشفر. إذا كان من المقرر تشفير بيانات ذات طول عشوائي، فإن الاستراتيجية البسيطة هي تقسيم البيانات إلى كتل، كل منها يطابق حجم كتلة التشفير، وتشفير كل كتلة على حدة باستخدام نفس المفتاح. هذه الطريقة ليست آمنة حيث يتم تحويل كتل النص العادي المتساوية إلى نصوص مشفرة متساوية، ويمكن لطرف ثالث يراقب البيانات المشفرة تحديد محتواها بسهولة حتى في حالة عدم معرفة مفتاح التشفير.

## قراءة إضافية
- Schneier، B. (1996). Applied Cryptography (ط. 2nd). New York: Wiley. ISBN:978-0-471-12845-8.
- Ferguson، N.؛ Schneier، B. (2003). Practical Cryptography. New York: Wiley. ISBN:978-0-471-22894-3.